# Annemarie Jacir

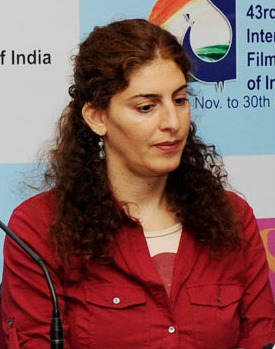
Annemarie Jacir auf dem 43rd International Film Festival of India, 2012

Annemarie Jacir (arabisch آن ماري جاسر, * 17. Januar 1974 in Bethlehem) ist eine palästinensisch-amerikanische Filmemacherin. International bekannt wurde sie mit ihrem Spielfilm Das Salz des Meeres.

## Leben
Annemarie Jacir stammt aus einer der ältesten christlichen Familien Bethlehems. Sie wuchs dort und in Riad auf. Mit 16 Jahren schickten ihre Eltern sie in die USA auf eine Privatschule in Dallas. Anschließend besuchte sie ein College in Kalifornien. Sie jobbte in der Filmindustrie von Los Angeles, bevor sie in New York ein Masterstudium im Fach Film an der Columbia University absolvierte. Ihre Karriere beim Film begann sie als Editorin und Kamerafrau. Nach dem Studium kehrte sie nach Palästina zurück, pendelte zwischen Ramallah und New York. Nachdem ihr im November 2007 die Einreise ins Westjordanland verwehrt worden war, lebte sie einige Zeit in Amman in Jordanien. Um sich in Israel niederlassen zu können, nahm sie die US-amerikanische Staatsbürgerschaft an. Sie lebt mit ihrem Ehemann und Kind in Haifa. Gemeinsam mit ihrer Schwester, der Künstlerin Emily Jacir, eröffnete sie 2019 in dem restaurierten, 1890 von ihrem Großvater erbauten Haus in Bethlehem ein Kulturzentrum, das „Dar Yusuf Nasri Jacir for Art and Research“. Neben ihrer Filmarbeit schreibt Annemarie Jacir Gedichte, die u. a. in der Anthologie The Poetry of Arab Women. A Contemporary Anthology veröffentlicht wurden.

## Werk

### Filmemacherin
Jacir arbeitet im Bereich des Independent-Films und hat als Drehbuchautorin, Regisseurin oder Produzentin an über 16 Filmen mitgewirkt. Sie drehte Kurz- und Dokumentarfilme sowie bis 2017 drei Spielfilme, die als offizielle palästinensische Beiträge für den Oscar in der Kategorie „Bester ausländischer Film“ eingereicht wurden, aber nicht in die engere Auswahl kamen. Sie gehört zu der kosmopolitischen Generation arabischer Filmschaffender, die seit den 1960er Jahren geboren und in Europa oder den USA ausgebildet wurden. Jacirs Filme beschäftigen sich aus einer transnationalen Perspektive mit palästinensischer Identität auf dem Hintergrund der „Nakba“ und mit der Suche nach kulturellen Wurzeln.
Sie war 1997 Mitbegründerin von Philistine Films, einer Produktionsgesellschaft der unabhängigen arabischen Filmszene, die 2003 ihren Kurzfilm Like Twenty Impossibles produzierte. Der 17-minütige Film ist wie eine Dokumentation inszeniert. Er folgt einer Filmcrew von der West Bank bis Jerusalem. Der Titel zitiert eine Zeile aus dem Gedicht Here we shall stay des Dichters Tawfiq Ziad. Er war der erste arabische Film in der Auswahl des Filmfestivals von Cannes und wurde für die Student Academy Awards nominiert. Er gewann mehrere Preise bei internationalen Filmfestivals wie dem Palm Springs International ShortFest, dem Chicago International Film Festival, der Institute Du Monde Arabe Biennale und dem Internationalen Filmfestival Mannheim-Heidelberg.
Im Jahr 2004 war Jacir auf der Liste der „25 neuen Gesichter im Indie-Kino“ der amerikanischen Zeitschrift Filmmaker.
Als erste palästinensische Regisseurin drehte sie einen abendfüllenden Spielfilm: Das Salz des Meeres erzählt die Geschichte einer in Brooklyn geborenen Amerikanerin mit palästinensischen Wurzeln, die das erste Mal durch das Land ihrer Vorfahren reist. Jacir wurde für das beste Drehbuch beim Internationalen Dubai Filmfestival ausgezeichnet. Bei der Verleihung gab sie den Preis an den irakischen TV-Journalisten Muntaser al-Saidi weiter, der kurz zuvor während einer Pressekonferenz in Bagdad als Symbol des Protestes seine Schuhe nach dem damaligen US-Präsidenten George W. Bush geworfen hatte.
Jacirs Spielfilm When I Saw You (Lamma shoftak) aus dem Jahr 2012 schildert das Leben eines zwölfjährigen Jungen und seiner Mutter nach dem Sechstagekrieg von 1967 im jordanischen Flüchtlingslager in Harir. Neben anderen Auszeichnungen erhielt er 2013 auf der Berlinale den NETPAC-Preis.
In ihrem dritten Spielfilm Wajib – Hochzeit in Nazareth aus dem Jahr 2017 begibt sich ein Vater mit seinem nach Italien ausgewanderten Sohn auf eine lange Autofahrt durch Nazareth, um nach einer palästinensischen Tradition – man nennt sie „Wajib“ – Hunderte Einladungen zur Hochzeit der Tochter persönlich zu überbringen. Jacir wurde zu diesem Film durch den „Wajib“ ihres Ehemannes inspiriert. Mit ihrer autobiographisch gefärbten Geschichte thematisiere sie „parabelartig die Krux jener clanartigen Großfamilien, die unter Muslimen ebenso anzutreffen sind wie im Kulturkreis arabischer Christen, aus dem sie stammt“, so die Kritik in epd Film. Der auch als Komödie und kammerspielartiges Roadmovie beschriebene Film lief im Wettbewerb beim Locarno Film Festival und gewann u. a. den „Don Quixote-Preis“ des Filmclubs.
Jacirs Werk wird mit den Filmen gleichaltriger iranischer Regisseurinnen und Regisseure verglichen: Charakteristisch seien die scheinbar beiläufige, in Wirklichkeit durchdachte Kameraführung, natürlich wirkende Schauspiel-Performances und ein Hang zur Dramatik.
Im Jahr 2018 war Jacir Jurymitglied der Reihe Un Certain Regard in Cannes.
2020 wurde sie in die Wettbewerbsjury der 70. Internationalen Filmfestspiele Berlin berufen.

### Festivalkuratorin und Dozentin
Um das palästinensische Kino zu fördern, gründete sie zusammen Hamid Dabashi das Filmfestival „Dreams Of A Nation“, dessen Kuratorin sie 2003 und 2004 war. Sie unterrichtete Filmarbeit an den Universitäten von Columbia, Bethlehem und Bir Zait sowie in Flüchtlingslagern in Palästina, im Libanon und in Jordanien.

## Filmografie
Langfilme
- 2008: Das Salz des Meeres (Milh Hadha l-Bahr; Regie, Drehbuch, Produktion)
- 2012: When I Saw You (Lamma shoftak; Regie und Drehbuch)
- 2017: Wajib – Hochzeit in Nazareth (Wajib; Regie und Drehbuch)

Kurzfilme
- An Explanation – And Then Burn the Ashes (2006)
- Quelques miettes pour les oiseaux (2005)
- Like Twenty Impossibles (2003)
- The Satellite Shooters (2001)
- A Post Oslo History (2001)